# Siergiej Stolarow
Siergiej Dmitrijewicz Stolarow (ros. Серге́й Дми́триевич Столяро́в; ur. 1911, zm. 9 grudnia 1969 w Moskwie) – radziecki aktor filmowy i teatralny. Ludowy Artysta RFSRR (1969). Laureat Nagrody Stalinowskiej (1951). Zmarł na raka. Pochowany na Cmentarzu Wagańkowskim w Moskwie.

## Wybrana filmografia
- 1935: Aerograd jako Władimir Głuszak
- 1935: Miłość i nienawiść
- 1936: Cyrk jako Iwan Pietrowicz Martynow
- 1939: Zaczarowany świat jako Iwan
- 1952: Sadko jako Sadko
- 1967: Mgławica Andromedy jako Dar Wiatr

## Nagrody i odznaczenia
- Nagroda Stalinowska (1951)
- Zasłużony Artysta RFSRR (1957)
- Ludowy Artysta RFSRR (1969)